# 스페로네
스페로네(이탈리아어: Sperone)는 이탈리아 캄파니아주 아벨리노도의 코무네다.